# 芒努斯·兰丁·雅各布森
芒努斯·兰丁·雅各布森（丹麥語：Magnus Landin Jacobsen，1995年8月20日—），丹麦男子手球运动员。他曾代表丹麦国家队参加2020年夏季奥林匹克运动会手球比赛，获得一枚银牌。